# Stare Juchy (stacja kolejowa)
Stare Juchy – stacja kolejowa w Starych Juchach, w województwie warmińsko-mazurskim, w Polsce. 

## Ruch pasażerski
| Rok  | Wymiana pasażerska na dobę |
| ---- | -------------------------- |
| 2017 | 50-99                      |
| 2022 | 20-49                      |

Od strony torów zachowały się napisy określające odległość do Królewca oraz Prostków.

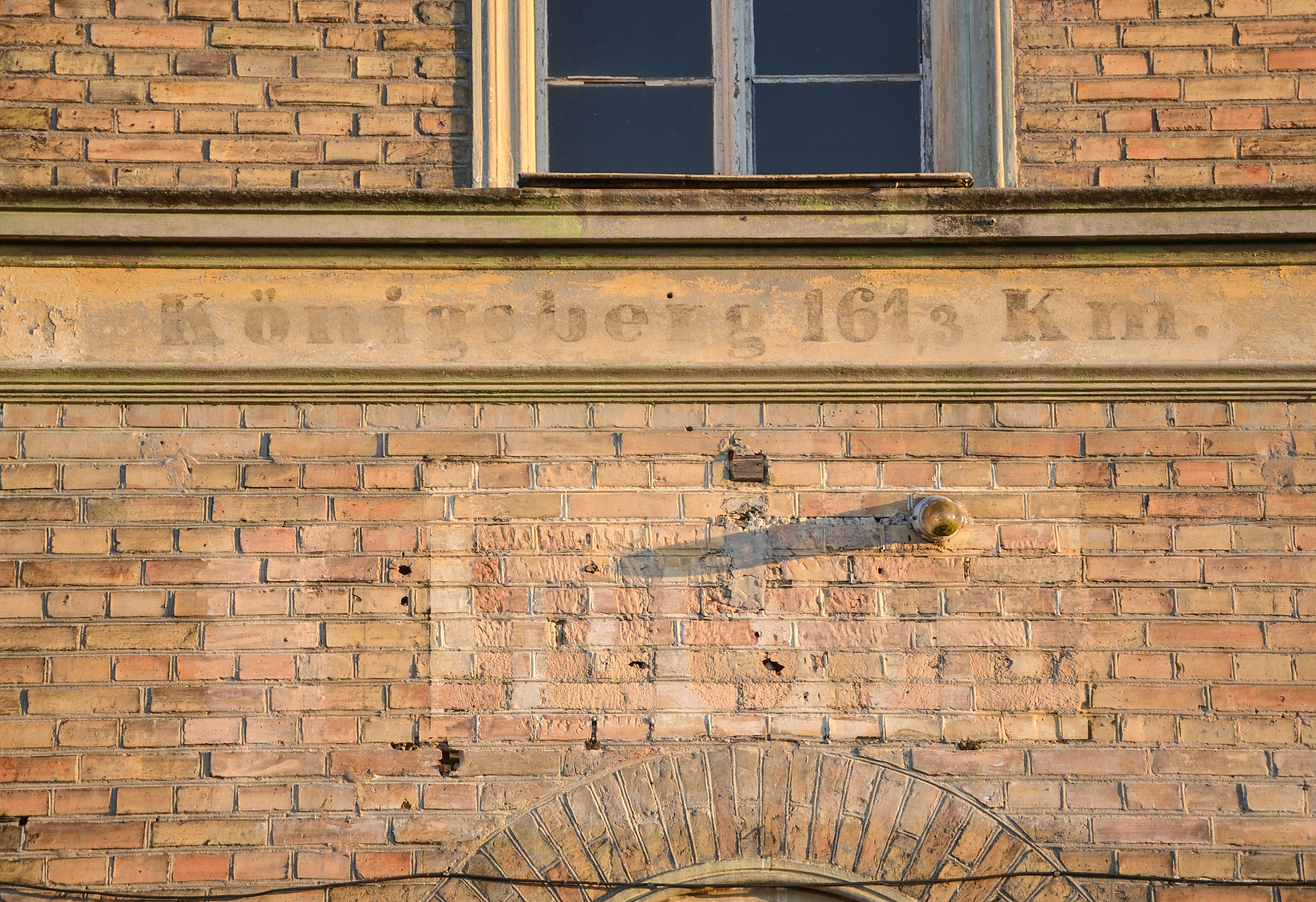
Niemiecki napis na ścianie dworca

Przy stacji stoi zabytkowy polski parowóz Ol49 wyprodukowany w 1952 r. wycofany z ruchu w 1993 r. Mieszkańcy odnowili i pomalowali zabytek w barwy oryginalne.

## Połączenia
Stacja posiada połączenie z szeregiem miast i wsi w województwie warmińsko-mazurskim na trasie Olsztyn-Ełk. 
- Barczewo
- Ełk
- Giżycko
- Kętrzyn
- Korsze
- Olsztyn Główny